# رولاند گونتر
رولاند گونتر (انگلیسی: Roland Günther؛ زادهٔ ۱۱ دسامبر ۱۹۶۲) دوچرخه‌سوار اهل آلمان است.
وی در مسابقات کشوری و بین‌المللی در مجموع برندهٔ ۱ مدال برنز شده‌است.